# رویناس
رویناس (به ایتالیایی: Ruinas) یک منطقهٔ مسکونی در ایتالیا است که در استان اریستانو واقع شده‌است.

## خصوصیات
رویناس ۳۰٫۳ کیلومترمربع مساحت و ۷۹۰ نفر جمعیت دارد و ۳۶۵ متر بالاتر از سطح دریا واقع شده‌است.